# ملویل (داکوتای شمالی)
ملویل (به انگلیسی: Melville) یک منطقهٔ مسکونی در ایالات متحده آمریکا است که در شهرستان فاستر، داکوتای شمالی واقع شده‌است. ملویل ۴۸۸٫۹۱ متر بالاتر از سطح دریا قرار دارد.